# Ručejki (Oblast' autonoma ebraica)
Ručejki (in lingua russa Ручейки) è un centro abitato dell'Oblast' autonoma ebraica, situato nell'Oktjabr'skij rajon.